# João Menezes
João Menezes (ur. 17 grudnia 1996 w Uberabie) – brazylijski tenisista, finalista juniorskiego US Open 2014 w grze podwójnej, olimpijczyk.

## Kariera tenisowa
W 2014 roku, startując w parze z Rafaelem Matosem dotarł do finału juniorskiego US Open w grze podwójnej. W finale turnieju brazylijski debel przegrał z duetem Omar Jasika-Naoki Nakagawa 3:6, 6:7(6).
W 2019 roku zdobył złoty medal igrzysk panamerykańskich w grze pojedynczej, w finale pokonując Marcelo Tomása Barriosa Verę 7:5, 3:6, 6:4.
Dwa lata później wystąpił na igrzyskach olimpijskich w Tokio w grze pojedynczej. Odpadł wówczas w pierwszej rundzie po porażce z Marinem Čiliciem.
W karierze zwyciężył w jednym singlowym i jednym deblowym turnieju cyklu ATP Challenger Tour. Ponadto wygrał pięć singlowych oraz siedem deblowych turniejów rangi ITF.
W rankingu gry pojedynczej najwyżej był na 172. miejscu (17 lutego 2020), a w klasyfikacji gry podwójnej na 242. pozycji (13 września 2021).

### Zwycięstwa w turniejach ATP Challenger Tour

#### Gra pojedyncza
| Końcowy wynik | Nr | Data         | Turniej    | Nawierzchnia | Przeciwnik      | Wynik finału   |
| ------------- | -- | ------------ | ---------- | ------------ | --------------- | -------------- |
| Zwycięzca     | 1. | 19 maja 2019 | Samarkanda | Ceglana      | Corentin Moutet | 7:6(2), 7:6(7) |

#### Gra podwójna
| Końcowy wynik | Nr | Data             | Turniej | Nawierzchnia | Partner      | Przeciwnicy                  | Wynik finału |
| ------------- | -- | ---------------- | ------- | ------------ | ------------ | ---------------------------- | ------------ |
| Zwycięzca     | 1. | 20 września 2020 | Iași    | Ceglana      | Rafael Matos | Treat Huey Nathaniel Lammons | 6:2, 6:2     |

### Finały juniorskich turniejów wielkoszlemowych

#### Gra podwójna (0–1)
| Końcowy wynik | Nr | Data            | Turniej            | Nawierzchnia | Partner      | Przeciwnicy                | Wynik finału |
| ------------- | -- | --------------- | ------------------ | ------------ | ------------ | -------------------------- | ------------ |
| Finalista     | 1. | 6 września 2014 | US Open, Nowy Jork | Twarda       | Rafael Matos | Omar Jasika Naoki Nakagawa | 3:6, 6:7(6)  |